# Liste der politischen Parteien in Belgien
Die folgende Liste der politischen Parteien in Belgien enthält die im belgischen Bundesstaat aktive Parteien. Viele Parteien sind nur im flämischen oder im wallonischen Teil Belgiens tätig.

## In Parlamenten vertretene Parteien
|                  | flämisch                                                       | französisch                                                          | deutsch                                                              |
| ---------------- | -------------------------------------------------------------- | -------------------------------------------------------------------- | -------------------------------------------------------------------- |
| Christdemokraten | Christen-Democratisch en Vlaams (CD&V)                         |                                                                      | Christlich Soziale Partei (CSP)                                      |
| Zentristen       |                                                                | Les Engagés (LE)                                                     |                                                                      |
| Sozialdemokraten | Vooruit                                                        | Parti Socialiste (PS)/Sozialistische Partei (SP)                     | Parti Socialiste (PS)/Sozialistische Partei (SP)                     |
| Liberale         | Open Vlaamse Liberalen en Democraten (Open Vld)                | Mouvement Réformateur (MR)/Partei für Freiheit und Fortschritt (PFF) | Mouvement Réformateur (MR)/Partei für Freiheit und Fortschritt (PFF) |
| Liberale         | Démocrate Fédéraliste Indépendant (DéFI)                       |                                                                      |                                                                      |
| Grüne            | Groen                                                          | Ecolo                                                                | Ecolo                                                                |
| Separatisten     | Nieuw-Vlaamse Alliantie (N-VA)                                 |                                                                      |                                                                      |
| Rechtspopulisten | Vlaams Belang (VB)                                             |                                                                      |                                                                      |
| Regionalpartei   |                                                                |                                                                      | ProDG                                                                |
| Sozialliberale   | Vivant                                                         | Vivant                                                               | Vivant                                                               |
| Sozialisten      | Partij van de Arbeid (PVDA)/Parti du Travail de Belgique (PTB) | Partij van de Arbeid (PVDA)/Parti du Travail de Belgique (PTB)       | Partij van de Arbeid (PVDA)/Parti du Travail de Belgique (PTB)       |

## Weitere Parteien
- Agora (Partizipatorische Demokratie, flämisch)
- BLANCO (Partei zur Vertretung der Nichtwähler)
- BoerBurgerBelangen (BBB) (Agrarismus, flämisch)
- Chez Nous (Rechtsextremismus, wallonisch)
- Collectif Citoyen (Partizipatorische Demokratie, wallonisch)
- DierAnimal (Tierschutzpartei)
- Libéraux Démocrates (LiDem, ehemals Listes Destexhe) (Liberal-Konservatismus)
- Libertair, Direct, Democratisch (LDD) (rechtspopulistisch, flämisch)
- Libres et responsables (lib.res) (Sozialliberalismus, französischsprachige Partei aus Brüssel)
- Liste Elan (Elan), Bürgerliste in Kelmis[1]
- Parti Communiste de Belgique-Communistische Partij van België (PCB-CPB, kommunistisch)
- Pirate Party Belgium (Piratenpartei)
- Rassemblement Wallonie-France (separatistisch, wallonisch)
- Team Fouad Ahidar, Minderheitenpartei in Brüssel und Flandern
- Union des Francophones (UF) (Interessen der frankophonen Minderheit in Flandern)
- Vlaams Liberaal Onafhankelijk Tolerant Transparant (konföderalistisch, flämisch)
- Volt Belgien (Volt) (Europäischer Föderalismus, Sozialliberalismus, Progressivismus)
- Voor U (Liberal, flämisch)